# Ranunculus cooleyae
Ranunculus cooleyae là một loài thực vật có hoa trong họ Mao lương. Loài này được Vasey & Rose miêu tả khoa học đầu tiên năm 1893.